# Вильсон, Александр Яковлевич
Александр Яковлевич Вильсон (1776—1866) — российский военно-инженерный деятель шотландского происхождения. Инженер-генерал (1853).

## Биография
Родился 16 декабря 1776 в Шотландии, сын кузнечного мастера Джеймса Уилсона.
В России — с 1784 года. С 1790 года офицер корпуса корабельных инженеров, помощник К. К. Гаскойна служил в Царском Селе, на Сестрорецком, Луганском, Александровском и Ижорских заводах.
С 1799 года управляющий, с 1806 года начальник  Императорской Александровской мануфактуры, одновременно с 1821 года начальник Императорской Карточной фабрики и с 1827 года начальник Ижорских заводов. В 1826 году произведён в генерал-майоры, в 1829 году  в генерал-лейтенанты.
В 1853 году произведён в инженер-генералы с назначением членом Мануфактурного совета. Был награждён всеми российскими орденами вплоть до ордена Святого Александра Невского с бриллиантовыми знаками пожалованные ему 23 июля 1856 года.
Умер 13 (25) февраля 1866 года «на 72 году государственной его службы». Похоронен на кладбище в селе Колпино Царскосельского уезда.